# Amorebieta-Echano

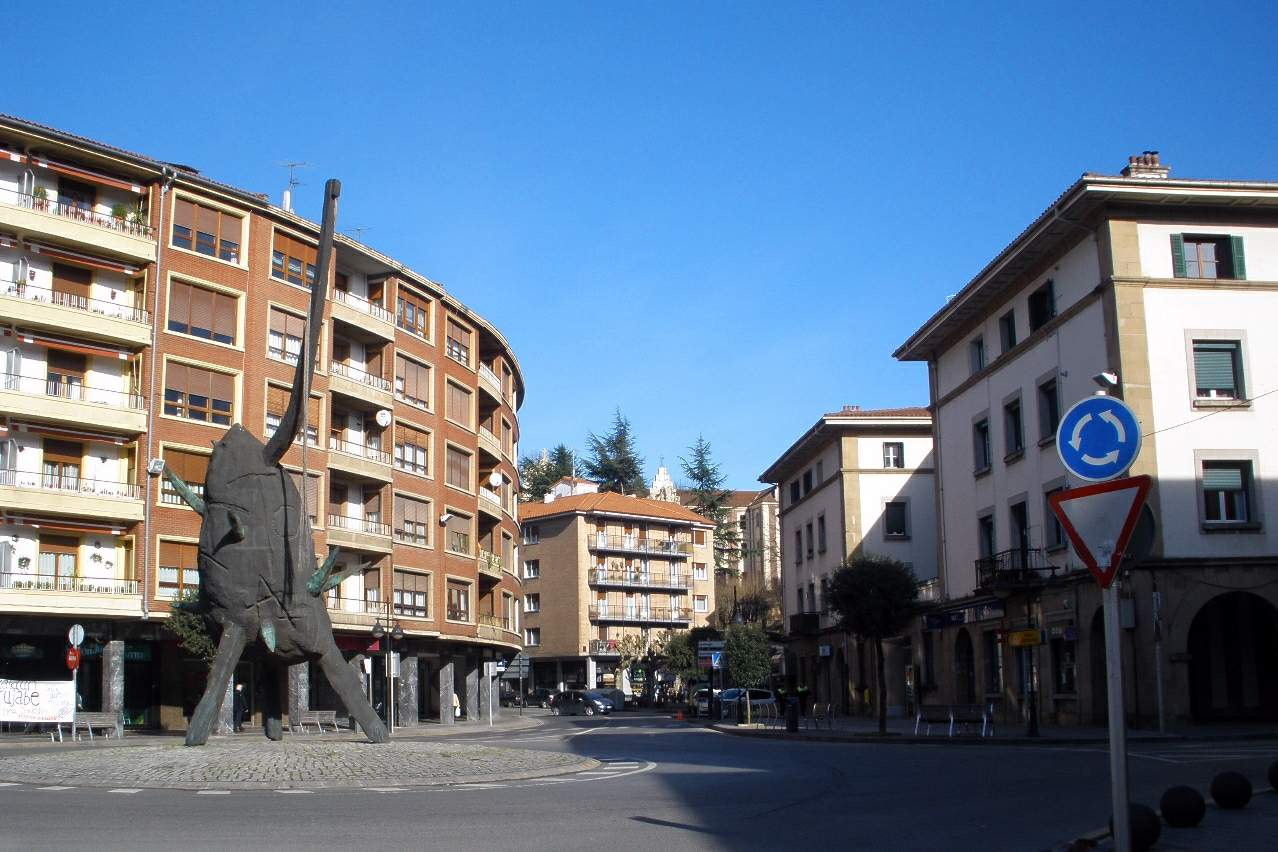
Glorieta central de Amorebieta y escultura de Andrés Nagel, conocida popularmente como La patata

Amorebieta-Echano (en euskera: Zornotza, en referencia a la antigua Merindad de Zornoza, y oficialmente Amorebieta-Etxano) es un municipio español de la provincia de Vizcaya, en la comunidad autónoma del País Vasco. Pertenece a la comarca del Duranguesado.
Se constituyó como municipio el 26 de enero de 1951 con la unión de las anteiglesias de Amorebieta y la de Echano. La anteiglesia de Amorebieta ocupó el asiento y voto número 29 en las Juntas de Guernica y la de Echano el 30.
El escudo de armas, en las que figuran las de las dos anteiglesias, aparece la leyenda Amorebieta Etxanoko Udala Zornotza que quiere decir, Ayuntamiento de Amorebieta-Echano, Zornoza.
El municipio actual de Amorebieta-Echano es resultado de la evolución de la Merindad de Zornoza que comprendió, durante la etapa foral del Señorío de Vizcaya, las anteiglesias de Echano, Amorebieta, Ibárruri y Gorocica, así como de la villa de Larrabezúa. Las dos primeras se fundieron en el municipio de Amorebieta-Echano y las otras dos pasaron a integrar el de Múgica.

## Geografía
Integrado en la comarca del Duranguesado, se sitúa a 23 kilómetros de la capital vizcaína. El término municipal está atravesado por la Autopista del Cantábrico (AP-8), por la carretera nacional N-634 entre los pK 58 y 95, y por la carretera provincial BI-635, que se dirige a Múgica y a Lemona.
El relieve del municipio está caracterizado por el valle del río Ibaizábal y las montañas que lo rodean. Tanto al norte como al sur presenta un paisaje fuertemente accidentado. Al norte, las estribaciones del denominado Sinclinorio de Vizcaya culminan en el monte Bizkargi, en el extremo norte del territorio (563 metros). Al sur, el suelo se va elevando más bruscamente hasta superar los 700 metros en las estribaciones del ramal montañoso que desde el Anboto penetra por el sur, incluidas en el parque natural de Urkiola. La altitud oscila entre los 770 metros al sur y los 60 metros a orillas del río Ibaizábal. 
| Noroeste: Larrabezúa | Norte: Múgica | Nordeste: Múgica |
| Oeste: Galdácano     |               | Este: Yurreta    |
| Suroeste: Lemona     | Sur: Dima     | Sureste: Durango |

## Historia

### Amorebieta
Como el resto de las anteiglesias de Vizcaya la ocupación humana es inmemorial entroncada con la Tierra Llana de Vizcaya. La historia de cada una de ellas tienen sus propios matices aunque la fuerte vinculación debida a la pertenencia en la Merindad de Zornoza y a las Juntas de Guernica haya hecho que recorran caminos paralelos.
En el siglo XIII este lugar fue otorgado para poblarlo a Pedro García de Salcedo como premio a su participación en la batalla de Las Navas de Tolosa. El linaje de Zornoza procede del tronco de los Salcedo-Ayala, señores de la Casa de Ayala, principales pobladores de la zona, y que dieron al paraje su nombre, utilizado hasta el siglo XIX indistintamente con el de Amorebieta para designar esta anteiglesia. En Amorebieta fueron numerosas las casas solares y armeras, base de la acción pobladora. La más antigua la de Andrandegui, la de Aldana (año 844), Cancelada, Garay, Zubiaur, Iznaga, Jauregui, Ibarra y Berna.
Cuando fue levantada la iglesia de Santa María sus patronos eran los Señores de Vizcaya y tras su incorporación a Castilla, el patronato pasó a ser de realengo. La iglesia se encontraba vieja y amenazaba derrumbarse. Como carecía de recursos, Don Juan II, Señor de Vizcaya, ordenó retirar a D. de Leiva, su vasallo, los 2800 maravedís de que gozaba y aplicarlos a la restauración de la parroquia. El 6 de noviembre de 1441, Juan II libró carta de privilegio por la que eximía a esta iglesia del pago de diezmos y rentas, con la condición de que los beneficiados celebrasen diariamente Santa Misa por la familia real y perpetuamente por sus sucesores. La nueva iglesia se empezó a construir en 1555, y se inauguró en 1608.
La torre de Zornoza fue erigida por Pedro García de Galíndez, cuarto señor de Ayala, a mediados del siglo XII; fue incendiada en 1445 por los frailes de Castro, soldados del terror, incendiarios que se ponían a sueldo de quien les pagaba. En esta ocasión actuaban bajo las órdenes de Pedro Avendaño, que en esta época sostenía con algunos parientes mayores una guerra sangrienta que asoló durante años la localidad. En esta torre tuvo su residencia el Merino o Juez Mayor de la Merindad que adoptó, por esta razón, el nombre de Merindad de Zornoza. Su oficio era dar la sentencia en las querellas y causas de justicia, teniendo el dominio supremo de la región en donde se constituía su oficio.
Para su gobierno político la anteiglesia disponía de dos fieles regidores, con el asiento y voto número 29 en las Juntas Generales de Guernica. La anteiglesia era una de las más ricas del Señorío; Iturriza escribía en el siglo XVIII: «Tenía mucho montazgo para carbón y materias para edificios, jarales, castañales, argomales para fogatas y caleras, pastos para ganado, hierbas medicinales, varias fuentes de aguas, varios puentes y pontones de madera y uno de piedra sobre el caudaloso río que desciende a Bilbao, abundante en pesca; y vecindario de 149 caseríos de mucha propiedad». Todos estos productos se comercializaban en el mercado de Zubiaur, que se celebraba tres veces por semana. Existían además varias ferrerías muy activas, como la Fábrica de Hierros y aceros de Astepe. Estas condiciones, junto con una localización privilegiada en una encrucijada de caminos, le permitió ser un dinámico centro económico.
El 31 de octubre de 1808 el ejército francés al mando del general Villate atacó a las tropas acantonadas en la anteiglesia, tropas en las que había participación inglesa al mando del teniente general de origen irlandés Joachim Blake. La anteiglesia de Amorebieta y la de Echano son destruidas. Se calcula que hubo más de 6000 muertos, en su mayoría civiles. Las tropas inglesas y los guerrilleros vizcaínos no perdieron muchos hombres ya que tuvieron tiempo de retirarse (fueron avisados cuando los franceses llegaron a Durango). La batalla fue ganada por las tropas de Napoleón, pero no lograron el objetivo buscado que era destruir la resistencia.

### Echano

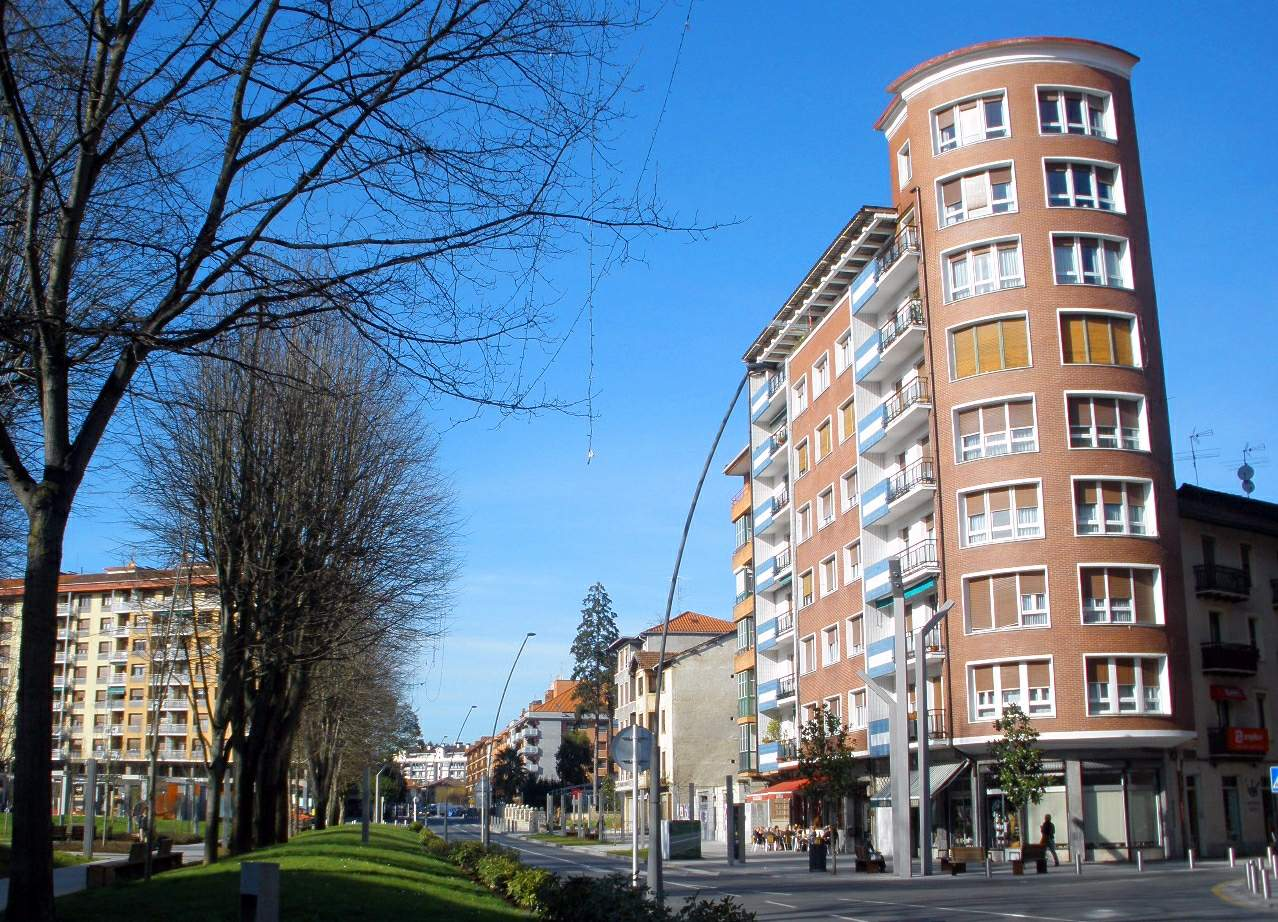
Calle de San Pedro y parque Zelaieta

En su jurisdicción se levantaron durante el Medioevo varias casas solares y armeras: las de Larrea, Alzaibar y Aretxaga, Belaustegui y Nafarroa, enclavada esta última a 500 metros de la parroquia de Amorebieta; en uno de sus ángulos estuvo plantada la mojonera o límite divisorio entre el Señorío de Vizcaya y el Reino de Navarra que entonces poseía el Duranguesado, hasta que los vizcaínos, de común acuerdo, la arrancaron el 28 de enero de 1150. La torre de Larrea data del año 877 (destruida durante la guerra civil, sólo se conserva un escudo de la casa de los Larrea en un pequeño parque que hay junto a la iglesia) y su fundación se atribuye al rey Íñigo de Navarra, quien la cedió, junto a un extenso señorío, a su alférez mayor Iñigo de Lara. La anteiglesia de Echano ocupó el asiento y voto número 30 en las Juntas Generales de Guernica.
La iglesia parroquial, dedicada a Santa María, fue levantada en el siglo X por los fieles diviseros de Echano, siendo reedificada y ampliada en el siglo XVI. A finales del siglo XVII ejercía el patronato el dueño de la casa Arteaga, al cual correspondían la presentación de los dos beneficios que la atendían y la percepción de los diezmos. Además de la iglesia, en Echano se hallaban enclavadas 5 ermitas: Santa Lucía, San Juan Bautista en Larrea, San Bartolomé, San Antolín y Santa Cruz de Bizkargi, y un convento de religiosos descalzos, erigido en el año 1712 por el mismo Juan de Larrea.

### Guerras: Carlista y Civil Española
El nombre de Amorebieta tuvo especial significado con ocasión de las guerras carlistas. El 24 de mayo de 1872 se firmó en la casa de Belausteguigoitia (actualmente remodelada como hotel y situada en la calle Convenio); un convenio entre los partidarios de Don Carlos y el general Serrano, que puso tregua al alzamiento poco antes de que se avivara la última guerra carlista.
En la Guerra Civil de 1936 padeció la antigua anteiglesia la destrucción por causa de un incendio. A partir de 1940 se reparó con obras modernas que han dado lugar al nuevo pueblo.
En el cercano monte de Bizkargi se produjeron fuertes enfrentamientos entre los bandos Republicano y Nacional, con frecuentes ataques y contraataques. La conquista de esta altura resultaba vital para los nacionales como punto base en la toma de otras alturas en lo que después sería la ofensiva sobre el Cinturón de Hierro de Bilbao. Todavía a día de hoy, ocasionalmente se encuentran restos de la contienda.

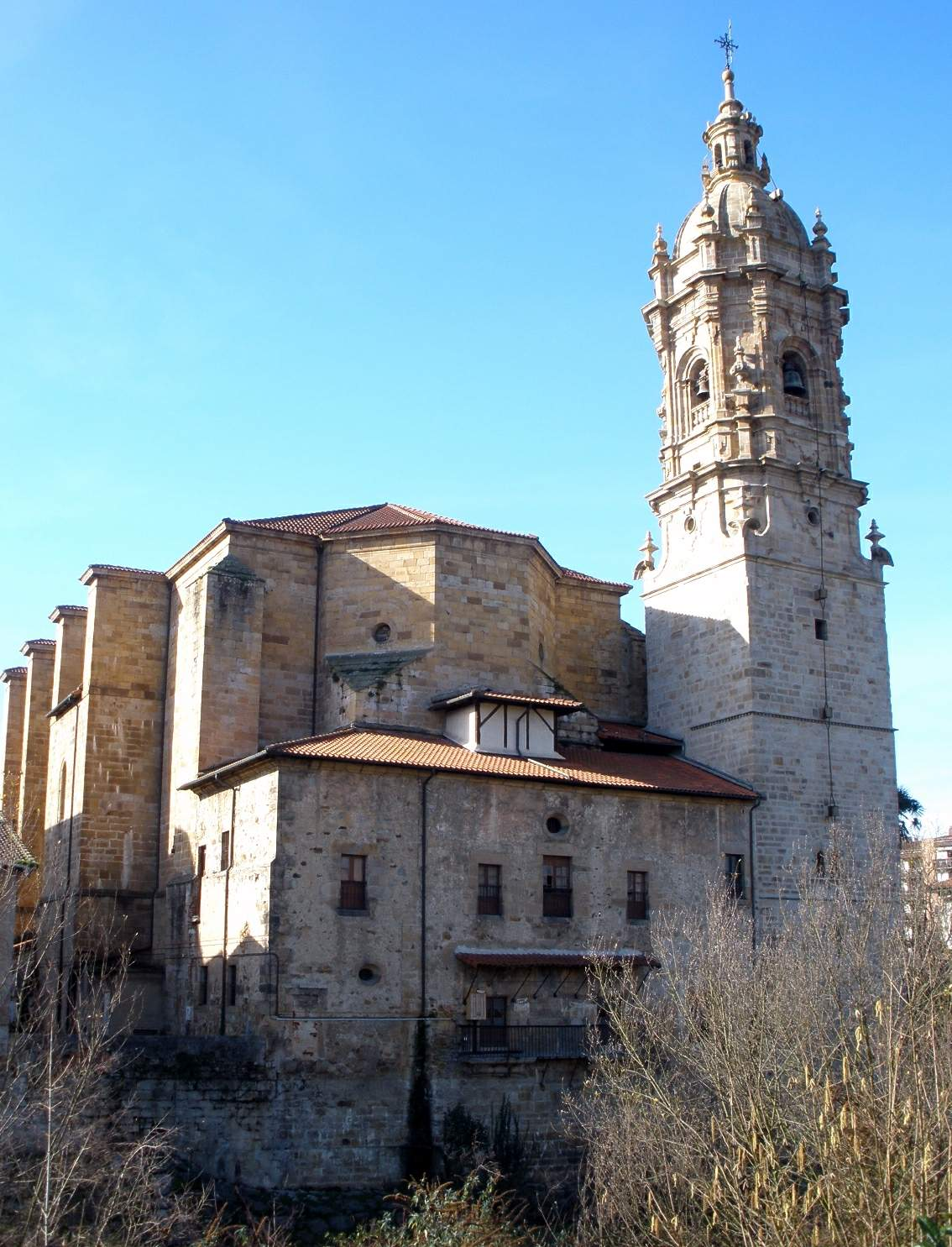
Parroquia de Santa María de la Asunción

## Demografía
Amorebieta-Echano cuenta con una población de 19 678 habitantes (INE 2024).
| Gráfica de evolución demográfica de Amorebieta-Echano entre 1960 y 2021 |
| |
| Población de derecho según los censos de población del INE Población de hecho según los censos de población del INEEn estos censos se denominaba Amorebieta Echano: 1970, 1981 y 1991 Entre el censo de 1960 y el anterior, aparece este municipio porque se fusionan los municipios 48503 (Amorebieta) y 48515 (Echano) |

Desglose de población según el Padrón Continuo por Unidad Poblacional del INE.
| Núcleos     | Habitantes (2014) | Varones | Mujeres |
| ----------- | ----------------- | ------- | ------- |
| Aldana      | 92                | 44      | 48      |
| Amorebieta  | 16907             | 8286    | 8621    |
| Astepe      | 241               | 134     | 107     |
| Autzagana   | 126               | 62      | 64      |
| Bernagoitia | 82                | 40      | 42      |
| Boroa       | 189               | 86      | 103     |
| Dudea       | 149               | 83      | 66      |
| Echano      | 221               | 104     | 117     |
| Euba        | 536               | 285     | 251     |
| Oromiño     | 36                | 16      | 20      |

## Economía
Una de las principales fuentes de ingresos del municipio es la central térmica de Boroa, puesta en servicio en 2005 con una potencia eléctrica de 750 MW. Es propiedad al 50 % de las empresas Electricity Supply Board y Osaka Gas, y generó en 2006, aproximadamente, el 20 % de la electricidad demandada y consumida en toda Euskadi.

## Administración y política

### Gobierno municipal
El ayuntamiento de Amorebieta-Echano cuenta con 17 concejales, por lo que son necesarios 9 votos o más para obtener mayoría absoluta. Desde la reinstauración de la democracia en 1979, el municipio ha sido ininterrumpidamente gobernado por el Partido Nacionalista Vasco, con mayorías simples o absolutas. 
Tras el fin de la dictadura se produjo la dimisión en bloque de todos los concejales franquistas. Entonces, una gestora liderada por José Ramón Orue (EAJ-PNV) tomó el control del ayuntamiento hasta que se convocaron las primeras elecciones municipales en abril de 1979.
En su tercera legislatura y tras 10 años de gobierno, en 1989, Enrique Rekalde abandonó su cargo dos años después de ser elegido y tomó posesión Alberto Gurtubai, que fue reelegido durante otras dos legislaturas, sumando un total de 10 años en el cargo de primer edil.
En las elecciones municipales de 1999 ganó una nueva candidata del PNV: Begoña Azarloza. Su legislatura se vio envuelta en polémica durante la construcción de la Central térmica de Boroa por la convocatoria de un referéndum municipal sobre su construcción. Tras lo cual su propio partido le abrió un expediente de expulsión.
| Periodo   | Nombre                     | Partido | Partido                                                      |
| --------- | -------------------------- | ------- | ------------------------------------------------------------ |
| 1979-1989 | Enrique Rekalde            |         | Euzko Alderdi Jeltzalea-Partido Nacionalista Vasco (EAJ-PNV) |
| 1989-1999 | Alberto Gurtubai           |         | Euzko Alderdi Jeltzalea-Partido Nacionalista Vasco (EAJ-PNV) |
| 1999-2003 | Begoña Azarloza            |         | Euzko Alderdi Jeltzalea-Partido Nacionalista Vasco (EAJ-PNV) |
| 2003-2015 | David Latxaga Ugartemendia |         | Euzko Alderdi Jeltzalea-Partido Nacionalista Vasco (EAJ-PNV) |
| 2015-2023 | Andoni Agirrebeitia        |         | Euzko Alderdi Jeltzalea-Partido Nacionalista Vasco (EAJ-PNV) |
| 2023-act. | Ainhoa Salterain Gandarias |         | Euzko Alderdi Jeltzalea-Partido Nacionalista Vasco (EAJ-PNV) |

Después de la legislatura de Begoña Azarloza, en 2003 ganó las elecciones David Latxaga Ugartemendia, que se mantuvo en el cargo durante tres legislaturas completas: 12 años en total. Convirtiéndose así en el alcalde del municipio con más años en el cargo.
En 2015, Andoni Agirrebeitia (EAJ-PNV) fue el candidato más votado. Aunque tan sólo obtuvo 8 votos a favor en el pleno de constitución (los de su propio partido), al no haber ningún otro candidato con más votos, se hizo con la alcaldía mediante mayoría simple. En las elecciones municipales de 2019 fue reelegido como alcalde, esta vez con mayoría absoluta gracias a los 9 concejales del PNV.
En mayo de 2022, Andoni Agirrebeitia anunciaba su fin como alcalde de Amorebieta-Echano, indicando que no se presentaría a las próximas elecciones, siendo Ainhoa Salterain Gandarias la nueva candidata del EAJ-PNV.
En las elecciones municipales de 2023, Ainhoa Salterain otorgó una nueva victoria al partido Jeltzale, convirtiéndose así en la nueva alcaldesa del municipio.
| Partido político                                              | 2023  | 2023  | 2023       | 2019  | 2019       | 2015  | 2015       | 2011  | 2011       | 2007  | 2007       | 2003        | 2003        | 1999  | 1999       |
| Partido político                                              | Votos | %     | Concejales | %     | Concejales | %     | Concejales | %     | Concejales | %     | Concejales | %           | Concejales  | %     | Concejales |
| Euzko Alderdi Jeltzalea-Partido Nacionalista Vasco (EAJ-PNV)  | 4104  | 44,33 | 8          | 46,32 | 9          | 43,35 | 8          | 41,71 | 8          | 49,28 | 9          | 38,87       | 8           | 39,24 | 8          |
| Euskal Herria Bildu (EH Bildu)-Bildu                          | 3649  | 39,42 | 7          | 31,00 | 6          | 30,92 | 6          | 35,01 | 7          | —     | —          | —           | —           | —     | —          |
| Partido Socialista de Euskadi-Euskadiko Ezkerra (PSE-EE PSOE) | 812   | 8,77  | 1          | 8,89  | 1          | 8,73  | 1          | 11,30 | 2          | 20,27 | 4          | 12,82       | 2           | 12,75 | 2          |
| Podemos-Ezker Anitza-IU-Equo                                  | 493   | 5,33  | 1          | 10,03 | 1          | 14,54 | 2          | —     | —          | 8,27  | 1          | 8,96        | 1           | 7,01  | 1          |
| Partido Popular del País Vasco (PP)                           | 199   | 2,15  | 0          | 3,76  | 0          | 2,46  | 0          | 4,84  | 0          | 7,57  | 1          | 8,93        | 1           | 9,08  | 1          |
| Ezker Batua-Berdeak (EB-B)-Aralar                             | —     | —     | —          | —     | —          | —     | —          | 7,14  | 0          | 14,61 | 2          | 9,36        | 1           | 7,78  | 1          |
| Independiente                                                 | —     | —     | —          | —     | —          | —     | —          | —     | —          | —     | —          | 18,76       | 4           | —     | —          |
| Euskal Herritarrok (EH)                                       | —     | —     | —          | —     | —          | —     | —          | —     | —          | —     | —          | Ilegalizado | Ilegalizado | 24,31 | 4          |

#### Evolución de la deuda viva municipal
El concepto de deuda viva contempla solo las deudas con cajas y bancos relativas a créditos financieros, valores de renta fija y préstamos o créditos transferidos a terceros, excluyéndose, por tanto, la deuda comercial. En el año 2010, la deuda viva del municipio ascendía a 5 647 000 € (316 € por habitante). Esta cifra fue progresivamente descendiendo hasta que en 2022 alcanzó 638 000 € (33 € por habitante).
| Gráfica de evolución de la deuda viva del Ayuntamiento entre 2008 y 2022                                                   |
| |
| Deuda viva del Ayuntamiento de Amorebieta-Echano, en miles de euros, según datos del Ministerio de Hacienda y Ad. Públicas |

## Monumentos y lugares de interés
En Amorebieta hay muchos sitios interesantes como:
- Zornotza Aretoa
- El Quiosco
- La patata, gran escultura de Andrés Nagel
- Memorial de la casa-torre de Larrea. Monumento erigido cerca del solar que ocupó el palacio de los Larrea, edificio que resultó incendiado en la guerra civil de 1936-1939 y demolido después. El escudo en piedra que presidía la fachada del palacio se adosó al monumento actual, que incluye además una imagen del edificio desaparecido en un relieve moderno en bronce.
- Parque Jauregibarria. Un parque para el ocio y conocer mejor la naturaleza, especialmente los diferentes tipos de árboles de la zona.
- Palacio de Cancelada.[23] Edificio neoclásico de cuatro alturas construido en el siglo XIX.
- Casa Harrison. Mansión de estilo inglés construida en 1910 para Canuto Basterra por Leonardo Rucabado. Actualmente en uso como hotel.[24]
- Casa de Canuto Basterra. Proyectada por Fidel Iturriza en 1921, es de estilo neovasco, recoge las características esenciales del caserío pero dotado con ciertos elementos decorativos barrocos.
- Palacio López.[25] En Larrea, según proyecto de Castor de Uriarte de 1926. Es un bello edificio de estilo neoclásico.
- San Antonio. Núcleo muy bello enclavado en medio de un pequeño valle desde el que se divisan los montes Anboto, Mugarra, Belatxikieta, etc. En su parte superior se localiza la ermita de San Martín. En la plaza del pueblo, junto a las escuelas y el caserío Elezalde (1796), se encuentra la ermita de San Miguel de Dudea, una de las más interesantes de todo el municipio.

### Parroquias
Cuando fue levantada la iglesia de Santa María de la Asunción sus patronos eran los Señores de Vizcaya; tras su incorporación a Castilla, el patronato pasó a ser de realengo. De fundación desconocida, existía ya en el año 1441, pues aparece citada en documentos de ese año. La iglesia se encontraba en mal estado y amenazaba derrumbarse. Por carencia de recursos, Don Juan II, Señor de Vizcaya, ordenó retirar a D. de Leiva, su vasallo, los 2800 maravedíes de que gozaba y aplicarlos a la restauración de la parroquia. El 6 de noviembre de 1441, Juan II libró carta de privilegio por la que eximía a esta iglesia del pago de diezmos y rentas, con la condición de que los beneficiados celebrasen diariamente misa por la familia real y perpetuamente por sus sucesores. La nueva iglesia se empezó a construir en 1555, y se inauguró en 1608.

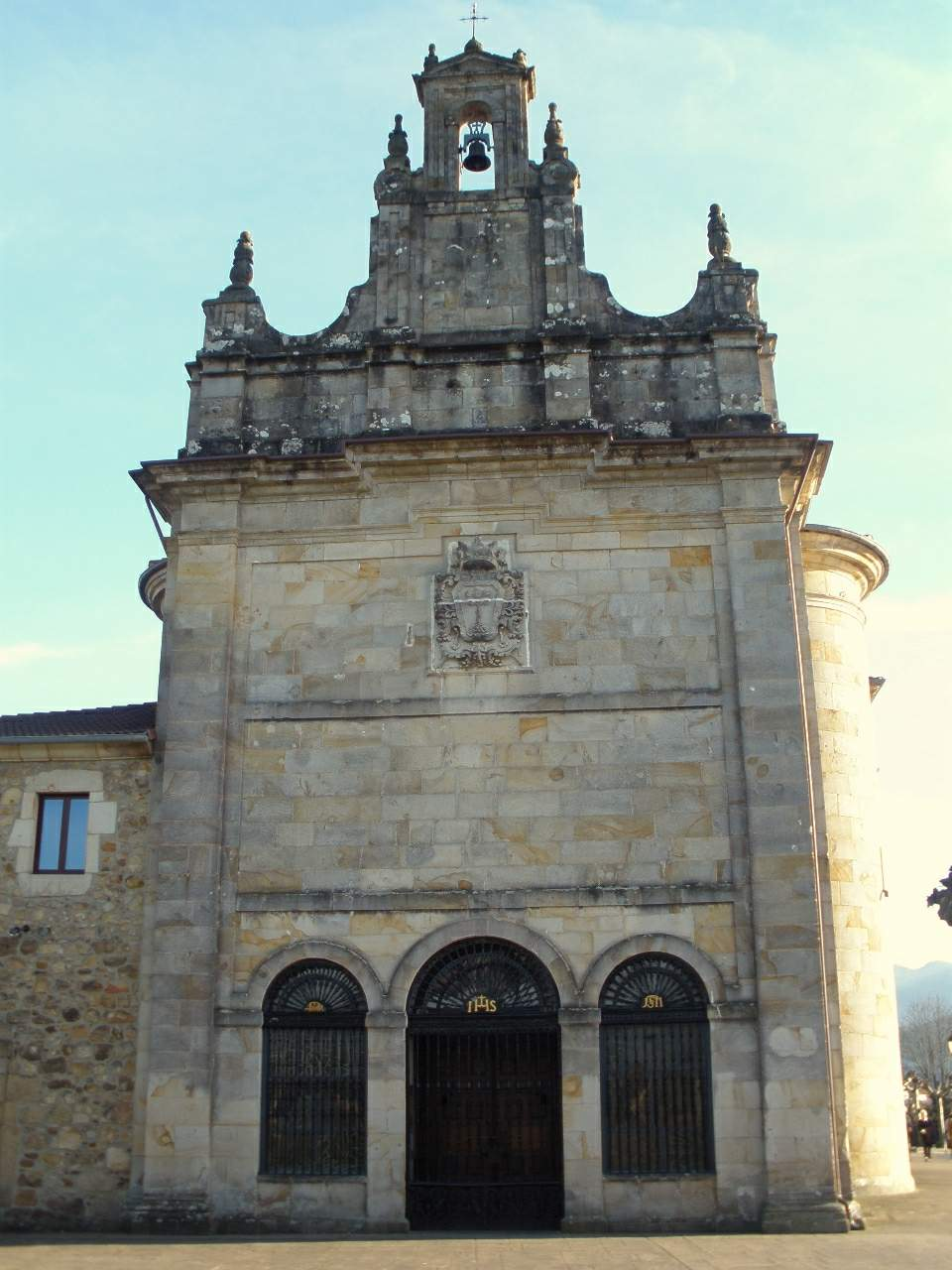
Iglesia de San Juan Bautista

La otra parroquia, San Miguel de Bernagoitia, fue reedificada en 1599. En 1544 el abad de Cenarruza cedió el patronato a Martín Ruiz de Avendaños, que pocos años después lo cedió a su hijo Prudencio de Avendaño y Gamboa.
La parroquia de San Juan Bautista de Larrea (santuario de la Virgen del Carmen), de estilo renacentista, fue mandada construir en 1697 por Juan de Larrea y Henayo en el lugar donde su tío, Juan de Larrea y Larrea, había levantado una ermita dedicada a San Juan Bautista en 1647 (la obra acabó en 1650). La iglesia, que se consagró en 1704, entregada por los Larrea a la Orden del Carmelo el 3 de febrero de 1713. Los carmelitas se establecieron en ella y fundaron un convento que fue favorecido por los Larrea con varias donaciones. Entre ellas destaca una espectacular custodia, de plata sobredorada y piedras preciosas, regalada por el rey Carlos II. Ha de ser obra del orfebre de Augsburgo Johann Joachim Lutz I, autor igualmente de otra custodia muy similar, de 1695, conservada en el Museo de la Colegiata de Santa María del Campo en La Coruña y que llegó por donación de Mariana de Neoburgo .
Además de estas iglesias parroquiales había muchas ermitas: Santa Lucía, San Juan de Ofrendo, San Pedro en Larrineta, San Juan en Gumucio, San Urbano en Pardo, Santa Cruz e Izarango, San Miguel en Dudea, San Lorenzo en Ibarra, San Antonio en Elguezábal, San Martín de Arano, San Vicente en Bediaga, Santa Cruz en Bediaga, Santa Cruz en Austoa y San Pedro en Sarasua.
Es de destacar la ermita de San Pedro de Boroa, restaurada, y uno de los puntos utilizado por los montañeros para subir al monte Bizkargi. También hay espléndidas panorámicas de los montes Oiz y Belatxikieta.